# Список персонажей мультсериала «Симпсоны»
Все перечисленные ниже персонажи являются героями американского мультсериала «Симпсоны».
Персонажи указываются только однажды, в первом подходящем для них подразделе, менее значительные персонажи вносятся в список вместе с более известными, с которыми они связаны. В круглых скобках указан актер озвучки персонажа, далее следует название серии, в которой появился персонаж. Хотя персонажи из спецвыпусков, посвящённых Хэллоуину, указываются, они не появляются в обычных эпизодах; важнейшие смерти персонажей вносятся в отдельный подраздел в конце списка.

## Семья Симпсонов
- Гомер Джей Симпсон (Дэн Кастелланета) — глава семейства Симпсонов. Гомер не образован, но вовсе не глуп: его мозг составляет, как видно из сюжетных событий, достаточно красивые и сложные цепочки различных масштабов, и, в принципе он способен к серьезной мысленной работе. Другое дело, что он этим целенаправленно никогда не занимается. Работает инспектором по безопасности на Спрингфилдской атомной электростанции. Раньше работал в боулинге и был символом безопасности города. Склонен к употреблению алкоголя (предпочитает Пиво «Дафф») и проявляет откровенное пристрастие к пончикам. Состоит в любительской команде по боулингу. Почти каждый день сидит в баре «Moe’s», хозяином которого является Мо Сизлак.
- Марджери «Мардж» Симпсон (Бувье) (Джулия Кавнер) — жена Гомера. Интеллигентная и утончённая натура, однако она вынуждена вписываться в образ обычной домохозяйки. Носит очень высокую прическу, чтобы казаться выше. Девичья фамилия — Бувье (это фамилия Жаклин Кеннеди). Мечтала стать журналистом, служила в полиции, художница-любитель.
- Бартоломью Джо-Джо «Барт» Симпсон (Нэнси Картрайт) — 10-летний сын Гомера и Мардж, старший ребёнок в семье. Любит кататься на скейте, читать комиксы. Является источником проблем для окружающих. Как и многие другие персонажи шоу, Барт — левша (это обусловлено тем, что и сам Мэтт Грейнинг является левшой), лучший друг Милхауса.
- Элизабет «Лиза» Мэри Симпсон (Ярдли Смит) — 8-летняя дочь. Лиза — чрезмерно интеллектуальная девочка, с IQ равным 159, взрослыми манерами и восприятием. Любит джаз, регулярно играет на саксофоне, в поисках себя стала буддисткой и вегетарианкой.
- Маргарет «Мэгги» Симпсон (Элизабет Тейлор, Нэнси Картрайт, Джеймс Эрл Джонс, Ярдли Смит, Гарри Ширер, Джоди Фостер) — годовалая дочь Гомера и Мардж, младший ребёнок в семье. Всегда ползает в «мешочке», поэтому не умеет ходить, во рту держит свой талисман — пустышку. Умеет стрелять из огнестрельного оружия.

### Родственники Симпсонов
- Абрахам (Эйб) Джей «Дед» Симпсон (Дэн Кастелланета) — дедушка, отец Гомера. Рождён в Старом Свете. Ветеран второй мировой войны. Любит поспать.
- Мона Джей Симпсон (Гленн Клоуз), «Oh Brother, Where Art Thou?», мать Гомера, которая оставила его в детстве с отцом. В настоящее время она умерла.
- Жаклин Эмили «Джеки» Бувье (Джулия Кавнер), «Bart vs. Thanksgiving», мать Мардж. Очень старая. Как и дочки Пэтти и Сельма, ненавидит Гомера и его брак с Мардж.
- Клэнси Бувье (Гарри Ширер), «The Way We Was», отец Мардж, Пэтти и Сельмы и муж Жаклин. В настоящее время он умер, от рака легких, что не показывают в сериале.
- Патриция «Пэтти» Бувье (Джулия Кавнер), «Simpsons Roasting on an Open Fire», сестра Мардж, близняшка Сельмы. Ненавидит Гомера, даже сильнее, чем Сельма.
- Сельма Бувье Тервиллигер Хатц МакКлюр Стю Симпсон Д’Амико (Джулия Кавнер), «Simpsons Roasting on an Open Fire», сестра Мардж, близняшка Пэтти. Встречалась со многими мужчинами, чтобы содержать семью. Ненавидит Гомера, но даже меньше, чем Пэтти.
- Линг Бувье, «Goo Goo Gai Pan», приёмная дочь Сельмы из Китая. Подруга Мэгги Симпсон. Очень любит играть на скрипке.
- Герберт Энтони «Герб» Пауэлл (Дэнни Де Вито), «Oh Brother, Where Art Thou?», единокровный брат Гомера.
- Глэдис Бувье (Джулия Кавнер), «Selma's Choice», тётя Мардж и сестра матери Мардж, Жаклин. Она ныне покойная.
- Эбби, «The Regina Monologues», единокровная сестра Гомера, англичанка. Как и её единокровный брат Гомер, Эбби имеет лишний вес, но, в отличие от него, у неё есть волосы.
- Орвилл Симпсон, «Bart Gets Hit By a Car», дед Гомера и отец Эйба, ныне покойный.
- Мэгги Младшая, «Bart to the Future», дочь Мэгги в будущем. Она — племянница Барта и Лизы, внучка Гомера и Мардж, правнучка Эйба, Моны, Клэнси и Жаклин.
- Дядя Артур, «The Boy Who Knew Too Much», по всей видимости он является братом Мардж.
- Дядя Хуберт, «Шоу Трейси Ульман», родственник Симпсонов, которого они похоронили в одной из серий.
- Дядя Тайрон, «Catch 'em If You Can», дядя Гомера, который проживал в Дейтоне, вероятно умер.
- Сайрус Симпсон, «Simpsons Christmas Stories», старший брат Абрахама Симпсона.
- Тётя Гортензия, «Bart the Fink», одна из двоюродных бабушек Мардж, ныне покойная.
- Двоюродный дед Борис, «Homer Loves Flanders», ныне покойный.
- Фрэнк, «Lisa's First Word», кузен Гомера. Он же Фрэнсис (после перемены пола), в настоящее время Фрэнк известен как Матушка Шабубу.
- Различные неназванные родственники по линии Симпсонов, показанные в эпизоде «Lisa the Simpson» и «Catch 'em If You Can».
- Различные неназванные родственники по линии Бувье.
- Неназванный «кузен», связанный узами родства с Симпсонами, потому что его пес — брат Маленького Помощника Санта-Клауса.
- Троюродный брат Стэнли, «Lisa the Simpson».
- Двоюродный Дядя Чет, «Lisa the Simpson».
- Доктор Симпсон, «Lisa the Simpson».
- Неназванный дед Гомера, отец Эйба, упомянут в эпизоде «The Winter of His Content».

### Родственники по эпизодам Хэллоуина
- Кэнг (Гарри Ширер), «Treehouse of Horror IX», злобный пришелец и антагонист мультсериала, а также биологический отец Мэгги.
- Кодос (Дэн Кастелланета), «Treehouse of Horror IX», злобный пришелец и антагонист мультсериала, тётя Мэгги.
- Хьюго (Нэнси Картрайт), «Treehouse of Horror VII», эгоистичный и опасный сиамский близнец Барта.

### Домашние животные

#### Кошки
- Снежинка, «Simpsons Roasting on an Open Fire», первая кошка Симпсонов и ныне покойная.
- Снежинка II, «Simpsons Roasting on an Open Fire», вторая кошка, ныне покойная.
- Снежок III, «I, D'oh-Bot», третья кошка семьи Симпсонов. Ныне покойная.
- Колтрейн (Саксофон) (американский джазовый музыкант; Снежинка IV), «I, D'oh-Bot», ныне покойная. Была сбита доктором Хиббертом.
- Снежинка V, «I, D'oh-Bot», главный питомец семьи Симпсонов, особенно Лизы, которая нашла её, когда Сумасшедшая кошатница кинула в неё кошку.

#### Собаки
- Маленький Помощник Санты (Фрэнк Уэлкер, Дэн Кастелланета), «Simpsons Roasting on an Open Fire» — пёс Симпсонов, больше всего связан с Бартом, попал к ним после проигрыша в забеге. Второй главный питомец Симпсонов.
- Лэдди (Фрэнк Уэлкер), «The Canine Mutiny», колли, которая раньше недолго принадлежала Симпсонам. В настоящее время служит в полиции в подразделении К9.
- Она Быстрейшая (Фрэнк Уэлкер), «Two Dozen and One Greyhounds», гончая, подруга, а позже и жена Маленького Помощника Санты, от которого она родила много щенков.
- Щенки: Ровер, Фидо, Рекс, Спот, Ровер II, Фидо II, Рекс II, Клео, Дайв, Джей, Пол, Брэдфорд, Дайв II, Джей II, Пол II, Брэдфорд II, Слипи, Допи, Гоумпи, Доннер, Блитцен, Грампи II, Кинг, Принц и щенок раньше известный под именем Принц, «Two Dozen and One Greyhounds», чистокровные гончие, потомство Маленького Помощника Санты и «Она Быстрейшая».
- Бонго, «To Cur with Love», собака, которая раньше принадлежащая Гомеру в детстве. Неизвестно, куда пропала Бонго.
- Неназванные щенки, «Today I Am a Clown», помесь гончей и пуделя, потомство Маленького Помощника Санты и собаки Доктора Хибберта — пуделя Розы Баркс.
- Неназванная собака, «Three Gays of the Condo», принадлежала Гомеру, когда съехал в дом двух геев, после очередной ссоры с Мардж.

#### Другие животные
- Топтыга, «Bart Gets an Elephant», слон, недолго принадлежавший Барту, когда тот выиграл его. А в настоящее время Топтыга живёт уже в заповеднике.
- Принцесса, «Lisa's Pony», пони, которая недолго принадлежала Лизе. В настоящее время принадлежит владелице конюшни.
- Дункан (Яростный Ди), «Saddlesore Galactica», конь, принадлежал Гомеру и Барту, когда Барт участвовал в скачках.
- Можо, «Girly Edition», обезьяна-помощник, принадлежала Эйбу, Гомеру и Профессору Фринку.
- Пинчи, лобстер, «Lisa Gets an "A"», принадлежал Гомеру, погиб в результате несчастного случая, сварившись в горячей ванне, приготовленной для него Гомером, позже был съеден им же.
- Неназванная черепашка, ныне покойная.
- Крикусеница («The Frying Game») — вымышленный редкий вид гусеницы, принимающейся истошно орать по малейшему поводу. Поселилась у Симпсонов, которые вынуждены были ухаживать за ней по приказу EPA, но была конфискована, когда Гомер случайно чуть не раздавил её.
- Душилка, змея, которой Барт заменил отсутствие своего пса (который работал полицейской собакой). В настоящие время является питомцем садовника Вилли.
- Пуккер/Свин-Паук/Гарри Пуккер, «Симпсоны в кино» — свин, принадлежал Гомеру, обрёк Спрингфилд на принудительную изоляцию от остального мира. Впоследствии появлялся так же в нескольких эпизодах сериала.

## Другие семьи

### Семья Фландерсов
- Недвард «Нед» Фландерс (Гарри Ширер), «Simpsons Roasting on an Open Fire», отец, владелец «Лефториума», сосед Симпсонов, бывший друг Гомера, ранее его конкурент.
- Мод Фландерс (Мэгги Росвелл, Марсия Митцман Гэйвен), «Dead Putting Society », мать Рода и Тодда и жена Неда, ныне покойная, в серии «Alone Again, Natura-Diddily» разбилась насмерть по вине Гомера Симпсона
- Род Фландерс (Памела Хейден), «Call of the Simpsons», старший сын Неда и покойной Мод.
- Тодд Фландерс (Нэнси Картрайт), «Simpsons Roasting on an Open Fire», младший сын Неда и покойной Мод.
- Бабушка Фландерс, «Lisa's First Word», возможно, бабушка Неда, прабабушка Тодда и Родда, ныне покойная.
- Эдна Крабапл, новая жена Неда и учительница Барта в 4 классе.

#### Родственники Фландерсов
- Недвард, отец Неда, (битник), «Sweet Seymour Skinner's Baadasssss Song» и «Hurricane Neddy».
- Капри, мать Неда, битник, «Sweet Seymour Skinner's Baadasssss Song» и «Hurricane Neddy».
- Неназванная сестра Неда, «When Flanders Failed», живёт в столице штата.
- Джинжер Фландерс, «Viva Ned Flanders», лас-вегасская жена Неда.
- Жозе Фландерс, «Lisa the Vegetarian», возможно, является родственником Неда.
- Лорд Тилствик Фландерс, «Lisa the Vegetarian».
- Неназванные, «Lisa the Vegetarian», родственники Неда из разных стран.
- Неназванный, канадский аналог Неда.
- Тед, кузен Неда.
- Кони и Бонни, дочери Теда.

#### Домашние животные
- Мистер Банни, «Trash of the Titans», кролик, ныне покойный.
- Неназванный, «A Tale of Two Springfields», дятел.
- Неназванный, кот.
- Радиоактивный шимпанзе, «Worst Episode Ever».

### Семья Ван Хутенов
- Кирк Ван Хутен (Хэнк Азариа), «Bart’s Friend Falls in Love», отец Милхауса, был в разводе с Луан, но потом они воссоединились. Имеет голландские корни[1].
- Луан Ван Хутен (Мэгги Росвелл), «Homer Defined», мать Милхауса, была в разводе с Кирком, но потом они воссоединились. Родилась в Шелбивилле, но имеет итальянские корни[2].
- Милхаус Ван Хутен (Памела Хейден), «Simpsons Roasting on an Open Fire», сын, лучший друг Барта.
- Неназванный, дядя, военный пилот вертолета.
- Норберт Ван Хутен, «Little Orphan Millie», дядя Милхауса, датчанин. Очевидно, брат Луан Ван Хутен, поскольку так же, как она, презирает Кирка, называя того «голландским отребьем». Авиатор и путешественник; его образ напоминает Индиану Джонса.
- Бабушка Ван Хутен, «Bart Sells His Soul», мать Кирка и бабушка Милхауса, итальянка.
- Дедушка Ван Хутен, «Raging Abe Simpson and His Grumbling Grandson in "The Curse of the Flying Hellfish"», отец Кирка и дедушка Милхауса. Разведён с бабушкой Милхауса.
- Софи, «The Last of the Red Hat Mamas», бабушка Милхауса проживает в Тоскане, Италия.
- Бастардо, «The Last of the Red Hat Mamas», дядя Милхауса, сын Софи.
- Пиро (он же Чейз), «A Milhouse Divided», гладиатор, прежний бойфренд Луан.
- Гиро, «Wild Barts Can’t Be Broken», лучший друг Пиро, любовник Луан.

#### Домашние животные
- Неназванная, «Lisa's Date with Density», собака породы ши-тцу.

### Семья Карлсонов
- Карл Карлсон (Хэнк Азариа, Алекс Дезерт), «Homer's Night Out», начальник Гомера на спрингфилдской АЭС и его лучший друг с детства, завсегдатый клиент у Мо.
- Неназванная жена (Джен Хукс), «One Fish, Two Fish, Blowfish, Blue Fish», бывшая жена Карла, появлялась периодически камео с 2 — 15 сезоны.
  - Руби Карлсон, настоящая сестра Карла, также была удочерена исландской семьёй.
  - Карл Карлсон, «The Saga of Carl», приёмный отец Карла из Исландии.
- Миссис Сигрин Сигурдардоттир, «The Saga of Carl», приёмная мать Карла из Исландии.
- Неназванный отец, настоящий отец Карла.
- Неназванная мать, настоящая мать Карла.
- Сестра Ленни Леонарда, «Moe Goes From Rags To Riches», сестра Ленни, с которой Карл встречался в одной серии.

### Семья Нахасапимапетилонов
- Апу Нахасапимапетилон (Хэнк Азариа), «Homer's Night Out», отец, муж Манджулы.
- Манджула Нахасапимапетилон (Джен Хукс), «Much Apu About Nothing», мать, жена Апу.
- Ануп, Ума, Набенду, Пунам, Прия, Сандип, Саши и Джит, «Eight Misbehavin», дети-восьмерняшки.
- Санджей Нахасапимапетилон (Гарри Ширер), брат Апу.
  - Пахусачета, дочь Санджея.
  - Джемшид, сын Санджея.
- Миссис Нахасапимапетилон (Андреа Мартин), «Much Apu About Nothing», мать Апу и Санджея.
- Апух Нахасапимапетилон, «Much Apu About Nothing», отец Апу и Санджея, ныне покойный.
- Кави, «Kiss Kiss Bang Bangalore», кузен Апу, проживающий в Индии.

### Семья Виггамов
- Клэнси Виггам (Хэнк Азариа), «Homer's Odyssey», шеф полиции, отец.
- Сара Виггам (Памела Хейден), мать.
- Ральф Виггам (Нэнси Картрайт), «Moaning Lisa», глупый сын, иногда считается другом Барта.
- Игги Виггам (Хэнк Азариа), «Raging Abe Simpson and His Grumbling Grandson in "The Curse of the Flying Hellfish"», отец Клэнси, ныне покойный.
- Марк Виггам, кузен Клэнси.
- Фрэд Кеники, шурин Клэнси, ныне покойный.
- Неназванный, брат Клэнси.
- Неназванная, сестра Клэнси.

#### Домашние животные
- Миттенс («Варежка», в переводе Ren TV «Пушок»), «I Love Lisa», кошка.

### Семья Хиббертов
- Джулиус Хибберт (Гарри Ширер, Кевин Майкл Ричардсон), «Bart the Daredevil», отец, семейный врач Симпсонов.
- Бернис Хибберт (Тресс Макнилл), «Bart Sells His Soul», мать.
- Неназванные, дети, «Bart Sells His Soul», два сына и одна дочь.
- Неназванный, брат, «Oh Brother, Where Art Thou?», брат-близнец Джулиуса, директор Шелбивилльского детского приюта.

#### Домашние животные
- Роза Баркс, «Today I Am a Clown», пудель.

### Семья Принсов
- Мартин Принс Старший, отец, биржевой трейдер.
- Марта Принс, мать.
- Мартин Принс Младший (Русси Тейлор и Грей Делайл), «Bart the Genius», сын, иногда считается другом Барта.

### Семья Лавджоев
- Тимоти «Тим» Лавджой (Гарри Ширер), «The Telltale Head», отец, священник Первой Церкви Спрингфилда.
- Хелен Лавджой (Мэгги Росвелл, Марсия Митцман Гэйвен), «Life on the Fast Lane», жена, большая сплетница.
- Джессика Лавджой (Мерил Стрип), «Bart's Girlfriend», дочь, в настоящее время учится в интернате.
- Неназванный, «Bart After Dark», отец Тимоти.

#### Домашние животные
- Неназванная, «22 Short Films About Springfield», собака.

### Семья Манцов
- Нельсон Манц (Нэнси Картрайт), «Bart the General», хулиган, в некоторых эпизодах друг Барта, экс-приятель Лизы.
- Эдди Манц, отец, бывший тренер детской футбольной команды.
- Мэрилин Манц, мать, бывшая официантка.
- Неназванный, дедушка, «Raging Abe Simpson and His Grumbling Grandson in "The Curse of the Flying Hellfish"», судья.
- Неназванная, сестра, упоминается Нельсоном одной фразой «Я думаю она наверное умерла», возможно скончалась.

#### Домашние животные
- Мистер Муч («Попрошайка»), кот.

### Семья Спаклеров
- Клетус Делори Манфорд Биглзворз Спаклер, (Хэнк Азариа), «Bart Gets an Elephant», отец, простоватый деревенщина. Также является возможно сыном Ма. Полное имя называется в 18 серии 31 сезона.
- Брэндин Спаклер (Тресс Макнилл), жена, также сестра Клетуса.
- Тиффани, Хэзер, Коди, Дилан, Дермот, Джордан, Тайлор, Бриттани, Уэсли, Румер, Скаут, Кэсседи, Зоя, Хлое, Макс, Хантер, Кэнделл, Кайтлин, Ноа, Саша, Морган, Кира, Ян, Лорен, Кьюберт, Фил, Мэри.  «The Twisted World of Marge Simpson», дети Клетуса и Брандины.
- Гамми Сью, «Lisa on Ice», дочь.
- Рубелла Скабиес, дочь.
- Ма, мать/теща Клетуса.
- Диа-Бетти, «Sweets and Sour Marge», кузина, очень толстая, постоянно ест и толстеет, не в состоянии покинуть Спаклеров из-за лишнего веса.
- Мерл, кузен, рабочий на стройке.
- Большой Голодный Джо, неопределённый родственник.
- Курли Сью, неопределённый родственник.
- Мэри, дочь, чуть не стала женой Барта, единственная кто ходит в школу.

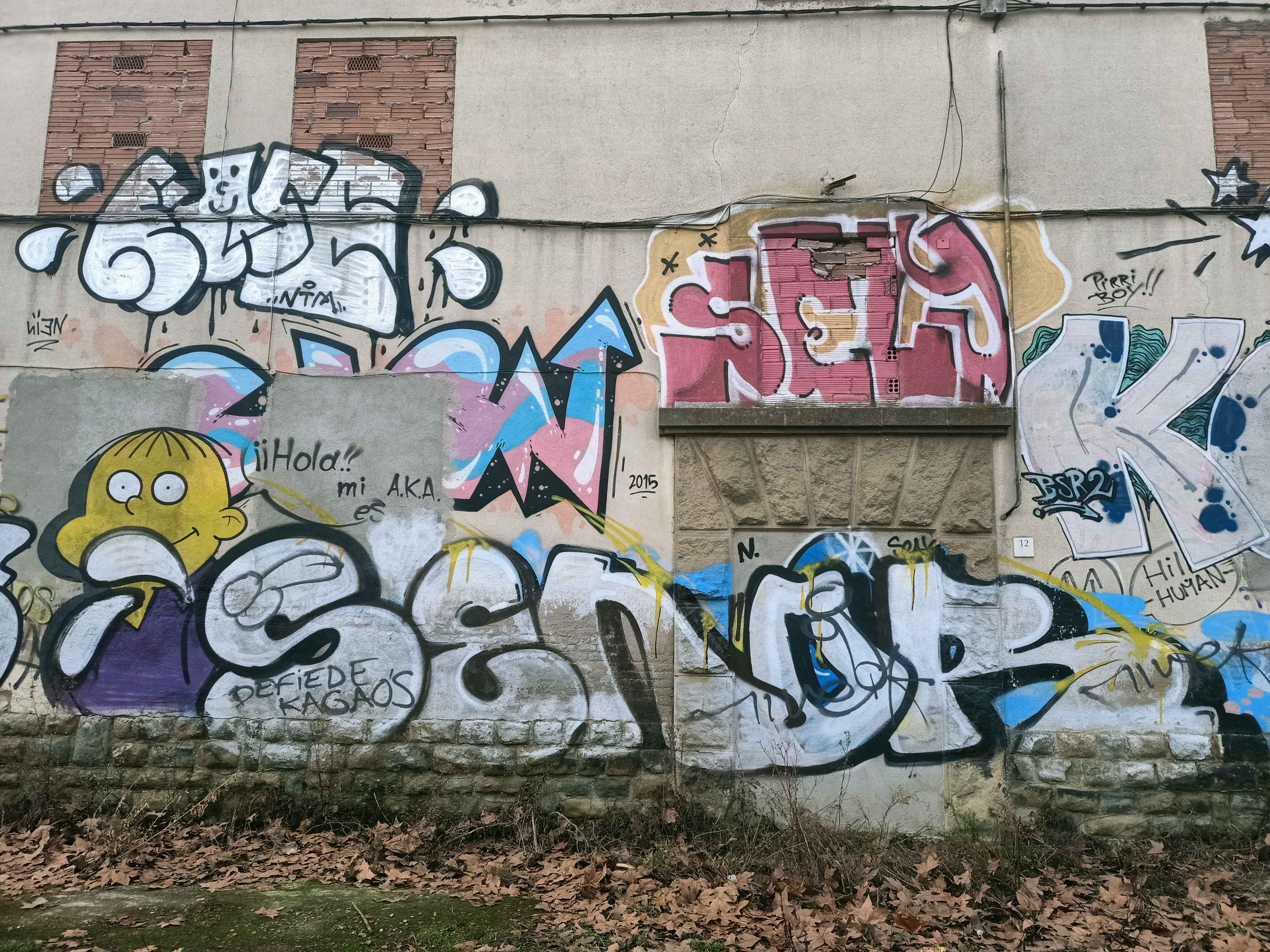

- Зарезанный в тюрьме, сын Брандины и Клетуса, названный в честь его «будущего», предсказанного родителями.
- Ембри Джо, сын Брандины и Клетуса.
- Мэри Зик и Мэри Прекрат, дочери Брандины и Клетуса (все дети в основном ходят босиком).

#### Домашние животные
- Гич, «Brother from Another Series», собака Мерла, ныне покойная (забетонирована хозяином).

### Семья Карстэиров
- Адмирал Карстэир, «Burns, Baby Burns», отец, общественный деятель.
- Леди Карстэир, «Burns, Baby Burns», жена, светская львица.
- Венди Орлеанс Карстэир, «Burns, Baby Burns», дочь.

### Семья Пауэрсов
- Рут Пауэрс (Памела Рид), «New Kid on the Block», мать одиночка, бывшая соседка Симпсонов.
- Неназванный, «New Kid on the Block», бывший муж Рут и отец Лоры.
- Лора Пауэрс (Сара Гилберт), «New Kid on the Block», дочь.

## Спрингфилдская атомная электростанция
- Чарльз Монтгомери «Монти» Бёрнс (Гарри Ширер), «Simpsons Roasting on an Open Fire», владелец.
  - Неназванный, дедушка, «Last Exit to Springfield», владелец «атомных шахт».
  - Миссис Бёрнс (Тресс Макнилл), «Homer the Smithers», 122-летняя мать Монти.
  - Лили Банкфорд, «Burns, Baby Burns», возлюбленная Монти и мать Ларри Бёрнса.
  - Ларри Бёрнс (Родни Данджерфилд), «Burns, Baby Burns», незаконнорождённый сын.
- Вэйлон Дж. Смитерс Младший (Гарри Ширер), «Homer's Odyssey», помощник мистера Бёрнса. В отличие от своего начальника, он возможно очень добрый и хорошо относится к людям.
  - Вэйлон Смитерс Старший, «The Blunder Years», отец Вэйлона Смитерса Младшего, ныне покойный. Погиб от радиации. Труп был найден Гомером в детстве в сточной канаве.
- Карл Карлсон (Хэнк Азариа, Алекс Дезерт (с 32 сезона)), «Homer's Night Out», начальник Гомера.
- Ленни Леонард (Гарри Ширер), «Life on the Fast Lane», сослуживец Гомера.
  - Неназванный, отец, «The Seemingly Never-Ending Story», пещера была названа в честь него.
- Чарли (Дэн Кастелланета), «Homer's Night Out», сослуживец Гомера.
- Минди Симмонс (Мишель Пфайффер), «The Last Temptation of Homer», бывший работник станции. По словам Гомера, спилась и потеряла работу(он ничего не добавил, так как если Мардж узнала бы правду, она бы убила Минди а потом солгала что этого не делала). По неизвестным причинам находится в толпе работников станции в серии The Twisted World of Marge Simpson (11 серия 8 сезона).
- Цатрой, нелегальный эмигрант, работник станции.
- Тибор, работник станции, не говорит по-английски.
- Гамми Джо, «Last Exit to Springfield», обладатель всего одного зуба, остро нуждается в программе «Здоровые зубы».
- Крушер.
- LowBlow.
- Неназванный человек с огромной рукой.
- Стюарт, утка нанятая в качестве дешевого курьера.
- Джек Марли, «Marge Gets a Job», ушёл на пенсию.
- Фрэнк Граймс (Хэнк Азариа), «Homer's Enemy», так же известный как Грайми, погиб на работе в результате несчастного случая.
  - Фрэнк Граймс Младший, «The Great Louse Detective», сын.
- Карл (Харви Файерстин), «Simpson and Delilah», бывший помощник Гомера.
- Попс Фрешенмаер, «Team Homer»
- Неназванный, «Homer's Odyssey», отец Шерри и Терри.
- Бразильская футбольная команда, чей самолет разбился рядом со станцией, «Homer Goes to College».
- Майк Сциосциа, Роджер Клеменс, Дон Матингли, Стив Сакс, Оззи Смит, Вэд Бокс, Кин Гриффи Младший, Дэррил Строуберри и Хосе Кансеко, «Homer at the Bat», нанятые бейсболисты, для прикрытия взятые на станцию.
- Кэннери М. Бёрнс, канарейка, которой официально принадлежит станция, в настоящее время отправилась на «Канарские острова».
- Неназванный, «Homer Goes to College», пёс, натренированный отменять самоуничтожение станции, в том случае, когда Гомер, вздремнув, нажимает красную кнопку во сне.
- Неназванный, ламантин, который заменял Гомера, пока он с женой отправился в отпуск.
- Куиини, цыплёнок, заменявший Гомера непродолжительное время.
- Гил, вечный стажер.
- Гильермо, работа неизвестна.
- Юджин Фиск, рабочий.
- Улыбающийся Джо Распад (Smilin' Joe Fission), анимационный персонаж.
- Неназванный, «Homer's Enemy», пёс, которого Монти сделал вице-президентом.
- Кирпич, заменял Гомера в одной из серий.
- Ламантин, также заменял Гомера в одной из серия. По словам мистера Бернса — это самый красивый сотрудник.
- Скромный Угольный Фильтр, «Deep Space Homer».
- Блинки — трёхглазая рыба, жившая в реке возле АЭС (первое появление — «Homer's Odyssey»).
- Мардж Симпсон — была нанята мистером Бёрнсом в серии «Marge Gets a Job».

### Персонажи, связанные со станцией
- Аристотель Амадополис, владелец Шелбивилльской Ядерной Станции.
- Ужасный Джордж, обезьяна Бёрнса.
- Синеволосый Адвокат (Дэн Кастелланета), глава команды адвокатов Бёрнса.

## Спрингфилдская начальная школа

### Администрация
- Сеймур Скиннер (настоящее имя Armin Tamzarian, Армен Тамзарян) (Гарри Ширер), «Simpsons Roasting on an Open Fire», директор, живёт с матерью настоящего Скиннера.
  - Агнес Скиннер (Тресс МакНилл), «The Crepes of Wrath», мать Сеймура.
  - Шелдон Скиннер, «Raging Abe Simpson and His Grumbling Grandson in "The Curse of the Flying Hellfish"», отец Сеймура, ныне покойный.
- Суперинтендант Чалмерс (Хэнк Азариа), «Whacking Day», инспектор.
- Леопольд (Дэн Кастелланета), ассистент Чалмерса.
- Государственный инспектор Аткинс, государственный администратор.

### Учителя
- Эдна Крабаппл (Марсия Уоллес), «Bart the Genius», учительница четвёртого класса, ныне покойная.
- Элизабет Гувер (Мэгги Росвелл, Марсия Митцман Гэйвен), «Brush with Greatness», учительница второго класса.
- Дьюи Ларго (Гарри Ширер), «Simpsons Roasting on an Open Fire», учитель музыки, гей.
- Одри МакКонелл, учительница третьего класса.
- Мистер Шиндлер, учитель рисования.
- Мистер Гласскок, учитель, в настоящее время на пенсии.
- Миссис Блуменштейн, учитель, тренер команды по дебатам.
- Мистер Секофски, учитель.
- Миссис Каммердал, учительница физкультуры.
- Миссис Поммельхорст, учительница физкультуры, собирается сделать операцию по смене пола.
- Миссис Холмс-Индиго, учительница.
- Мистер Бергсторм (Дастин Хоффман), «Lisa's Substitute» заменяющий учитель.
- Мистер Эстес, издатель.
- Мистер Купферберг, учитель французского.
- Тренер Крупт, учитель физкультуры, любящий издеваться и бить учеников.

### Персонал
- Садовник Вилли (Дэн Кастелланета), «Principal Charming», патриот-шотландец, садовник (мечтает убить Скинера).
- Отто Манн (Гарри Ширер), «Homer's Odyssey», водитель школьного автобуса.
  - Кристал, «You Only Move Twice», девушка Отто.
  - Бекки (Паркер Поуси), «It's A Mad, Mad, Mad, Mad Marge», бывшая невеста Отто.
- Кухарка Дорис (Дорис Грау, Тресс Макнилл), «Lisa's Pony», кухарка и медсестра.
- Садовник Шимус, ирландец, садовник, злейший враг Вилли.
- Могильщик Билли, кузен Вилли.
- Доктор Дж. Лорен Прайор, школьный психоаналитик.
- Тренер Фортнер, тренер-алкоголик.
- Майра, секретарша директора Скиннера.

### Ученики
- Корки Джеймс «Джимбо» Джонс (Памела Хейден), «The Telltale Head», хулиган.
  - Кэрол Джонс, мать, «The PTA Disbands!».
  - Неназванный, отец, (Хэнк Азариа), «The Homer They Fall».
- Дольфин «Дольф» Старбим (Тресс МакНилл), «The Telltale Head», хулиган. Еврей.
  - Неназванный, отец, «The Homer They Fall».
- Керни (Нэнси Картрайт), «The Telltale Head», хулиган, отец-одиночка.
  - Неназванный, отец, «The Homer They Fall».
  - Неназванный, сын, «A Milhouse Divided».
- Франсина Ренквист (Кэти Гриффин), «Bye Bye Nerdie», хулиганка, мучительница Лизы.
- «База Данных» (прозвище), «Bart's Comet», ботаник, член «Супердрузей».
- «УКВ» (прозвище), «Bart's Comet», ботаник, член «Супердрузей».
- «Интернет» (прозвище), «Bart's Comet», ботаник, член «Супердрузей».
- «Отчёт» (прозвище), «Bart's Comet», ботаник, член «Супердрузей».
- «Косинус» (прозвище), «Bart's Comet», ботаник, член «Супердрузей».
- Уэнделл Бортон (Жо Энн Хэррис, Памела Хейден, Нэнси Картрайт, Русси Тейлор), нервный ученик.
- Льюис (Жо Энн Хэррис, Памела Хейден, Нэнси Картрайт, Русси Тейлор, Мэгги Росвелл), приятель Барта.
- Ричард (Жо Энн Хэррис, Памела Хейден, Мэгги Росвелл), приятель Барта.
- Дженни Пауэлл (Памела Хейден), лучшая подруга Лизы.
- Шерри и Терри (Русси Тейлор, Грей Делайл (с 31 сезона)), близняшки с фиолетовыми волосами и белой кожей (в отличие от большинства персонажей, чья кожа ярко-жёлтая).
- Эллисон Тейлор (Вайнона Райдер), «Lisa's Rival», подруга Лизы.
- Алекс Уитни (Лиза Кудроу), «Lard of the Dance», лизина суперпопулярная одноклассница.
- Рекс, ученик.
- Томми, одноклассник Барта.
- Утер, ученик приехавший из Германии по обмену.
- Саманта Стэнки (Кимми Робертсон), «Bart's Friend Falls in Love», бывшая одноклассница Барта, в настоящее время учится в школе для девочек.
- Майкл Д’Амико, сын Жирного Тони.
- Ванда, подруга Лизы.
- Лэнгдон Алгер, «Bart on the Road», ученик.
- Селеста, знакомая Лизы.
- «Маленький Мо Сизлак» (прозвище), который не замечает его сходства с Мо.
- Адиль Ходжа, «The Crepes of Wrath», албанский студент по обмену.
- Морган, Дакота, Эшли, Дакота, Тайлер, Тайлер, Кайл и Эшли — ученики третьего класса.
- Дженни, «The Good, The Sad and The Drugly», ученица пятого класса, была влюблена в Барта Симпсона, но когда он рассказал, что он хулиган, порвала с ним.
- Изабель Гутьерес, «The Kid is All Right», одноклассница, подруга и соперница Лизы.

### Школьные животные
- Суперпарень, «Who Shot Mr. Burns? Part I» хомяк, ныне покойный.
- Нибблс, хомяк.
- Лампи, «'Round Springfield», змея.
- Стинки и Ринклс, «Bart the Lover», золотые рыбки, умерли.
- Неназванная, «маленькая черепашка».
- Неназванная, ящерица.

## Администрация

### Городская администрация
- Джо Куимби (Дэн Кастелланета), «Bart Gets an F», мэр
  - Марта (Мэгги Росвелл), жена мэра.
  - Неназванные, многочисленные подружки мэра.
  - Неназванные, другая семья мэра.
  - Фредди Куимби (Дэн Кастелланета), «The Boy Who Knew Too Much», племянник мэра.
  - Кловис Куимби, брат мэра.
  - Рокси, секретарша и любовница мэра.
  - Большой Том, телохранитель мэра.
  - Эрни, телохранитель мэра.
- Лу (Хэнк Азариа), сержант полиции.
  - Эми, бывшая жена Лу.
- Эдди (Гарри Ширер), офицер полиции.
- Пит, офицер полиции, под прикрытием внедрен в мафию.
- Неназванный, член совета, показанный в эпизоде «Homer's Odyssey».
- Рекс Бэннер (Дэйв Томас), «Homer vs. The Eighteenth Amendment», краткий период времени заменял Виггама на посту шефа полиции.
- Полицейские собаки Бобо, Скрэпс, Сниффи, Лэдди, Маленький помощник Санты (одна серия)
- Рэй Паттерсон (Стив Мартин), «Trash of the Titans», бывший санитарный инспектор.
- Дон Бродка (Лоуренс Тирни), «Marge Be Not Proud», детектив и охранник супермаркета.

### Правительство штата
- Мэри Бейли (Мэгги Росвелл), «Two Cars in Every Garage and Three Eyes on Every Fish», губернатор.
- Боб Арнольд, бывший конгрессмен.
- Хорес Уилкокс, бывший конгрессмен, ныне покойный.
- Судья Милтон.
- Судья Рой Снайдер (Гарри Ширер).
- Судья Констанс Харм, «The Parent Rap».
- Арнольд Шварценеггер, президент США (в «Симпсоны в кино»).

## Преступники
- Альберт Никербургер Алаизиус Джейлбёрд, он же Змей (Хэнк Азариа), «The War of the Simpsons», бывший археолог, ныне преступник.
- Джереми Джейлбёрд, сын Змея.
- Глория, подружка Змея и возможно мать Джереми.
- неназванный (очевидно родственник), сообщник Змея
- Роберт «Сайдшоу Боб» Андерданк Тервиллигер (Келси Грэммер), «The Telltale Head», преступник, злейший враг Барта, неоднократно пытавшийся его убить, но в результате этого каждый раз оказывающийся в тюрьме, бывший помощник клоуна Красти.
- Сесил Тервиллигер (Дэвид Хайд Пирс), «Brother from Another Series», брат Сайдшоу Боба.
- Люсилль Ботсковски или Миссис Ботс, «Some Enchanted Evening», няня-преступница.
- Мэллой, «Homer the Vigilante», Спрингфилдский взломщик.
- Доктор Колосс, «Lisa vs. Malibu Stacy», суперзлодей.
- Френк Подонок, мелкий мошенник.

### Спрингфилдская мафия
- Дон Витторио ДиМаджо, «Homie the Clown», крёстный отец.
- Марион Энтони «Жирный Тони» Д’Амико (Джо Мантенья, Фил Хартман), «Bart the Murderer», глава банды, ныне покойный.
- Анна Мария Д'Амико, жена первого Жирного Тони, мать Майкла, ныне покойная.
- Антонио Пол «Тощий Тони» Д’Амико (Джо Мантенья), «Donnie Fatso», кузен Жирного Тони, стал новым главой банды после смерти брата.
- Джои, бандит.
- Легс, «Bart the Murderer», бандит.
- Лоуи, «Bart the Murderer», бандит.
- Джонни Рот-на-замке, молчаливый и хитрый бандит.
- Фрэнки Стукач, «Insane Clown Poppy», невероятно болтливый и везучий бандит.
- Купстер, бандит.

## Бизнесмены

### Частные предприниматели
- Продавец Комиксов настоящее имя Джефф Альбертсон (Хэнк Азариа), «Three Men and a Comic Book», владелец магазина комиксов.
- Герман (Гарри Ширер), «Bart the General», однорукий ветеран, собственник магазина «Военный Антиквариат Германа».
- Джек Ларсон, президент компани «Сигареты Ларэми».
- Акира (Джордж Такеи, Хэнк Азариа), «One Fish, Two Fish, Blowfish, Blue Fish», ресторатор.
- Луиджи Ризотто (Хэнк Азариа), итало-американский шеф повар ресторана.
- Капитан Горацио МакКаллистер или Морской Капитан (Хэнк Азариа), «New Kid on the Block», ресторатор и капитан собственного судна (в некоторых сериях у две ноги, в других одна обычная, вторая — деревянная).
- Хэнк Скорпио (Альберт Брукс), «You Only Move Twice», суперзлодей и очень деликатный и дружелюбный работодатель.
- Говард К. Дафф VIII, владелец корпорации «Пиво Дафф» и бейсбольной команды «Спрингфилдские изотопы».
- Джон (Джон Уолтер), «Homer's Phobia», владелец магазина, специализирующегося на торговле антиквариатом и сувенирами.
- Гуус Гладуэлл, «Fat Man and Little Boy», эксцентричный владелец магазина приколов.
- Артур Богач, спрингфилдский миллионер.
- Френк Орманд (Джек Леммон), «The Twisted World of Marge Simpson», владелец бизнеса по продаже кренделей, ныне покойный.
- Ганс и Фриц, немецкие бизнесмены, «Burns Verkaufen der Kraftwerk», купили АЭС у Монти Бернса за 100,000,000 долларов.
- Бэлла (Тресс Макнилл), «Bart After Dark», владелица публичного дома.
- Цезарь и Юголин, «The Crepes of Wrath», французские виноделы.
- Мистер Костингтон (Дэн Грин), «Kill Gil», владелец магазина.
- Чокнутый Вацлав, «Mr. Plow», продавец подержанных автомобилей.

### Служащие
- Лайнел Хатц (Фил Хартман), «Bart Gets Hit By a Car», некомпетентный адвокат и по совместительству сапожник (в настоящее время персонаж не появляется из-за смерти озвучивающего его актёра).
- Гил Гундерсон (Дэн Кастелланета), «Realty Bites», некомпетентный адвокат и продавец.
- Полковник Энтони «Текс» О’Хара (Дэн Кастелланета), также известный как «Богатый техасец».
- Перисс, дочь «Техасца».
- Подросток со скрипучим голосом настоящее имя Джереми Питерсон (Дэн Кастелланета), «Brush with Greatness», работает на разных низкооплачиваемых должностях, сын кухарки Дорис.
- Профессор Фринк (Хэнк Азариа), «Old Money», учёный, изобретатель, преподаватель Спрингфилдского университета.
  - Джон Фринк Старший (Джерри Льюис), «Treehouse of Horror XIV», сумасшедший учёный, зомби и серийный убийца.
  - Неназванный, сын.
  - Неназванная, жена.
- Даффмен настоящее имя Барри Хаффман (Хэнк Азариа), «The City of New York vs. Homer Simpson», промоутер, гей (хотя в 16 серии 18 сезона встречался с Буфереллой).
- Мексиканский Даффмен, «Moe Goes From Rags To Riches», мексиканская версия Даффмена.
- Линдси Нейгл (Тресс Макнилл), «The Itchy & Scratchy & Poochie Show», антрепренёр.
- Куки Кван (Тресс Макнилл), «Realty Bites», успешный риелтор.
- Мужчина, который говорит «Да-а-а» (Дэн Кастелланета), метрдотель, официант, продавец.
- Мама, продавец магазина «Мама и Папа», однажды была подругой Джереми Питерсона.
- Лайл Лэнли (Фил Хартман), «Marge vs. the Monorail», коммивояжёр.

## Местные телезнаменитости

### Шоу Клоуна Красти
- Клоун Красти настоящее имя Хершель Шмойкел Пинкус Крастофски (Дэн Кастелланета), «Шоу Трейси Ульман», клоун.
  - Раввин Хайман Крастофски (Джеки Мейсон), «Like Father, Like Clown», раввин и отец Красти (умер в 1 серии 26 сезона).
  - Рейчел Крастофски, мать Красти, ныне покойная.
  - Софи, внебрачная дочь Красти.
  - Неназванный, сын.
  - Джош, племянник Красти.
  - Лоис Пенниканди, ассистент Красти.
- Сайдшоу Мел (Дэн Кастелланета), «Itchy & Scratchy & Marge», настоящее имя Мелвин Ван Хорн, ассистент Красти.
- Сайдшоу Рахим.
- Луис «Мистер Тини» Тут, обезьяна.
- Тина Балерина, актриса.
- Мисс Нет Значит Нет, «'Round Springfield» актриса.
- Капрал Расправа (или Телесное Наказание) — актёр второго плана.
- Холли Хиппи, ассистентка Красти и его первая жена.
- Эрта Китт, 14-я жена Красти, ныне покойная (умерла через 6 часов после свадьбы с Красти).
- Принцесса Пенелопа, ассистентка Красти, чуть не заменившая его, 15-я жена Красти, на которой он так и не женился («Once Upon a Time in Springfield»).

### Шоу Щекотки и Царапки
- Щекотка (Дэн Кастелланета), «Krusty Gets Busted», мышь синего цвета, главный герой мультсериала «Щекотка и Царапка», убивает Царапку самыми жестокими способами в каждом выпуске шоу.
- Царапка (Гарри Ширер), «Krusty Gets Busted», чёрный кот, главный герой мультсериала «Щекотка и Царапка».
- Лайка (Дэн Кастелланета), «The Itchy & Scratchy & Poochie Show» и «Treehouse of Horror IX» собака, временный герой мультсериала «Щекотка и Царапка».
- Роджер Майерс Младший (Алекс Рокко, Хэнк Азариа), «Itchy & Scratchy & Marge», владелец компании «Щекотка и Царапка Интернэшнл».
- Роджер Майерс Старший, «Itchy & Scratchy Land», основатель компании «Щекотка и Царапка Интернэшнл».
- Честер Дж. Лампвик (Кирк Дуглас), «The Day the Violence Died», создатель Щекотки и насилия в мультфильмах.
- Джун Беллами (Тресс Макнилл), «The Itchy & Scratchy & Poochie Show», актриса, озвучивает Щекотку и Царапку.

### Другие телевизионные шоу
- Кент Брокман настоящее имя Кенни Брокельштейн (Гарри Ширер), «Krusty Gets Busted», ведущий блока новостей на 6-м канале.
  - Неназванная, сестра, корреспондент CNN.
  - Бриттани, дочь.
  - Стефани Брокман, жена, Леди Погоды.
- Арни Пай, «Арни в Небесах», репортер 6-го канала на вертолёте.
- Скотт Кристиан, заменял Кента Брокмана.
- Гюнтер и Эрнст, дрессировщики.
- Педро Чеспирито или Человек-Шмель (Хэнк Азариа, Эрик Лопез), латиноамериканский актёр-комик.
  - Эмма (Мэгги Росвелл), «22 Short Films About Springfield», бывшая жена Человека-Шмеля.
- МакГарнигл, телевизионный полицейский.
- Гэббо, «Krusty Gets Kancelled», деревянная кукла.
- Грударелла, пародия на Эльвиру, она появляется в эпизодах «Fraudcast News» и «I'm Spelling as Fast as I Can».
- Принцесса Кашмир, «Homer's Night Out», танцовщица.
- Опал, ведущая ток-шоу.
- Ричард Дин Андерсон (Ричард Дин Андерсон), реальный актёр, играющий МакГайвера (как в Симпсонах и в реальном сериале) и самого себя, объект фанатизма Пэтти и Сельмы.
- Кейр Бохун (английская версия в озвучка — Эдуард Стэллен, русская версия в озвучка — Виктор Бохон)

### Кино
- Трой Макклюр (Фил Хартман), «Homer vs. Lisa and the 8th Commandment», кинозвезда, лучшие времена которого прошли. Каждую реплику начинает с фразы «Привет, я-Трой МакКлюр, вы можете помнить меня по фильмам…» (персонаж больше не появляется из-за смерти озвучивающего его актёра).
  - МакАртур Паркер (Джефф Голдблюм), «A Fish Called Selma», агент МакКлюра.
  - Долорес Монтенегро, актриса, часто снимается с МакКлюром.
- Райнер Вульфкасл (Гарри Ширер), «Bart the Genius», актёр, играющий роль МакБэйна, светловолосый атлет, говорит с сильным немецким акцентом (пародия на Арнольда Шварценеггера. В полнометражном мультфильме «Симпсоны в кино» тот же персонаж, но с темным цветом волос, фигурирует как президент США Арнольд Шварценеггер).
  - Мария, жена Вульфкасла.
  - Грета, дочь Вульфкасла.
  - Фриц Шнакенпфефферхаусен, владелец колбасной компании, в рекламе которой впервые появился маленький Вульфкасл.
  - Скови, герой фильма «МакБейн»; так же был музыкантом в «Поговорим с МакБейном».
  - Мамаша МакБейн.
- Бак МакКоул, «The Lastest Gun in the West», престарелый ковбой.
- Сеньор Спилберго, «A Star is Burns», мексиканский режиссёр, нанят Бёрнсом после отказа Стивена Спилберга режиссировать его фильм.
- Деклан Десмонд (Эрик Айдл), «'Scuse Me While I Miss the Sky», режиссёр-документалист.

### Радио
- Билл и Марти (Дэн Кастелланета, Гарри Ширер), радиоведущие на KBBL-FM.
- Джерри Руд, ведущий радиошоу «Туалетные приколы Джерри Руда».
- Бирчибальд «Бирч» Т. Барлоу (Гарри Ширер), «Sideshow Bob Roberts», ведущий политического шоу на KBBL-AM.

### Газеты
- Дэвид «Дэйв» Шаттон, репортёр «Спрингфилдского покупателя».

### Музыканты
- Мерфи Кровавые Дёсны (Рон Тейлор), «Moaning Lisa», джазмен, объект фанатизма Лизы, возможно брат доктора Хибберта, ныне покойный.
- Ларлин Лампкин (Беверли Д'Анджело), «Colonel Homer», «Papa Don't Leech» кантри-певица.
- Рэйчел Джордан, «Alone Again, Natura-Diddily», певица христианской рок-группы.
- Алкатрааас, рэпер.
- Цианид, музыкальная группа, поклонники группы Poison.

### Спорт
- Дредерик Татум (Хэнк Азариа), «Homer vs. Lisa and the 8th Commandment», профессиональный боксер-тяжеловес (в первых сезонах выглядел иначе).
- Люциус Свит (Пол Уинфилд), «The Homer They Fall», профессиональный промоутер бокса, менеджер Татума.
- Профессиональные рестлеры: Распутин Дружелюбный Русский (бывший Сумасшедший Русский), Доктор Хиллбилли, Железный Яппи, Профессор Вернер Фон Браун, Дядюшка Срам, Румблелина, Усама бен Неладный и Колин МакПалица.
- Капитан Ланс Мёрдок, «Bart the Daredevil», каскадер.
- Капитан Гуфболл, «Dancin' Homer», талисман бейсбольной команды и конгрессмен.
- Флэш Бэйли, «Dancin' Homer», бейсболист «Спрингфилдских изотопов».
- Антон Любченко, футболист Спрингфилдского Университета.
- Козлов, «Helter Shelter», игрок хоккейной команды «Спрингфилдские изотопы», русский.
- Стан «Мальчик» Тейлор, «Homer Loves Flanders», футболист, полузащитник «Спрингфилдских атомов».
- Клай Бабкок, двукратный чемпион гонок.
- Ронни Бек, трёхкратный чемпион скоростного спуска.
- Джеквис (Альберт Брукс), «Life on the Fast Lane», профессиональный игрок в боулинг.
- Бак Митчелл, «Marge and Homer Turn a Couple Play», бейсболист, игрок «Спрингфилдских изотопов».

## Таверна Мо
- Мо Сизлак (Хэнк Азариа), «Simpsons Roasting on an Open Fire», владелец таверны.
- Барни Гамбл (Дэн Кастелланета), «Simpsons Roasting on an Open Fire», алкоголик.
  - Арни Гамбл, «Raging Abe Simpson and His Grumbling Grandson in "The Curse of the Flying Hellfish"», отец Барни, ныне покойный.
  - Неназванный, дядя, владелец боулинга.
- Сэм, алкоголик, ходит в зелёной кепке. Лучший друг Ларри."Homer’s Odyssey"
- Ларри Дэлримпл, алкоголик, лучший друг Сэма. В одной серии пытался перепить Мо, но попал в больницу с отравлением. "Homer’s Odyssey". Ныне покойный.
- Инкогнито, «Fear of Flying», человек, похожий на Гомера как две капли воды.
- Дариа, иногда подруга Барни.
- Коллет, бывшая официантка.
- Джои Джо-Джо Младший Шабаду, знакомый Барни.

## Медицина
- Доктор Ник Ривьера (Хэнк Азариа), «Bart Gets Hit By a Car», некомпетентный врач.
- Доктор Вулф, Last Exit to Springfield, дантист.
- Доктор Марвин Монро (Гарри Ширер), «There's No Disgrace Like Home», психоаналитик, ныне покойный.
- Доктор Фостер (Хэнк Азариа), «Hurricane Neddy», психиатр.
- Доктор Салли Уокслер, «Sideshow Bob's Last Gleaming», психиатр.
- Доктор Молли Космос, пластический хирург.
- Доктор Стив, мануальный терапевт.
- Доктор Стиффи, костоправ.
- Доктор Цвейг (Анна Банкрофт), «Fear of Flying», психоаналитик.
- Доктор Рэй, докторпрохор

## Причал
- Неназванный капитан (Хэнк Азариа), «The Wife Aquatic», капитан «Гниющего Пеликана».
- «Португалец» Фаусто (Хэнк Азариа), «The Wife Aquatic», член команды «Гниющего Пеликана».
- Билли (Морис Ламарш), «The Wife Aquatic».
- Пять неназванных членов команды (Дана Гоулд), «The Wife Aquatic».
- Эмили (Памела Хейден), «The Wife Aquatic», рабочая.
- Натаниэль, «The Wife Aquatic», рабочий.
- Неназванный, «The Wife Aquatic», рабочий.
- крошка Пит, коротышка с лицом клоуна Красти

## Другие
- Сумасшедшая Кошатница (Тресс Макнилл), «Girly Edition», (она же Элеонор Эбернети) сумасшедшая жительница Спрингфилда.
- Младенец Джеральд, «Sweet Seymour Skinner's Baadasssss Song», (он же Однобровый Младенец) враг Мэгги.
- Джаспер Бердли (Гарри Ширер), «Homer's Odyssey», пожилой обитатель Спрингфилдского Дома Престарелых.
- Диско Стю (Хэнк Азариа), «Two Bad Neighbors», любитель диско.
- Бог (Гарри Ширер), «Homer the Heretic», божество.
- Иисус Христос, полу-бог, сын Бога и девы Марии.
- Ганс «Крот» Молман (Дэн Кастелланета), «Principal Charming», очень близорукий житель города, постоянно попадающий в переделки.
- Престарелый Еврей или Сумасшедший Старик (Хэнк Азариа, Дэн Кастелланета), «Krusty Gets Kancelled», житель Спрингфилдского Дома Престарелых.
- Арти Зифф (Джон Ловитц, Дэн Кастелланета), «The Way We Was», поклонник Мардж, бывший миллионер, ныне заключенный, и, вероятно погибший в тюрьме от рук сокамерников.
- Хлоя Тэлбот, (Ким Кэттролл), «She Used To Be My Girl», бывшая подруга Мардж.
- Дэвон Бредли (Эдвард Нортон), «The Great Money Caper», актёр.
- Директор Дондлингер, «The Way We Was», директор средней школы в годы молодости Мардж и Гомера.
- Джуб-Джуб, «Selma's Choice», игуана, принадлежит Сельме.
- Бенджамин, Дуг и Гэри (Гарри Ширер, Дэн Кастелланета и Хэнк Азариа), «Homer Goes to College», умники.
- Заплатка и Бедняжка Виолетта (Памела Хейден, Тресс Макнилл), «Miracle on Evergreen Terrace», сироты.
- Биатрис «Биа» Симмонс (Одри Медоуз), «Old Money», бывшая обитательница Спрингфилдского Дома Престарелых, встречалась с Эйбом (ныне покойная). Мать Минди.
- Леон Комповски (Майкл Джексон), «Stark Raving Dad», душевнобольной, думает, что он Майкл Джексон.
- Аса Фелпс, «Raging Abe Simpson and His Grumbling Grandson in "The Curse of the Flying Hellfish"», сослуживец Эйба, ныне покойный.
- Милтол «Вол» Хаас, «Raging Abe Simpson and His Grumbling Grandson in "The Curse of the Flying Hellfish"», сослуживец Эйба, ныне покойный.
- Итч Вестгрин, «Raging Abe Simpson and His Grumbling Grandson in "The Curse of the Flying Hellfish"», сослуживец Эйба, ныне покойный.
- Гифф МакДональд, «Raging Abe Simpson and His Grumbling Grandson in "The Curse of the Flying Hellfish"», сослуживец Эйба, ныне покойный.
- Рой, «The Itchy & Scratchy & Poochie Show», гость Симпсонов.
- Джебедая Обадая Захария Джедидая Спрингфилд, a.k.a. Ганс Спрангфилд (Гарри Ширер), основатель Спрингфилда, бывший пират.
- Шелбивилль Манхэттен (Хэнк Азариа), основатель Шелбивилля.
- Миссис Глик (Клорис Личмен, Тресс Макнилл), пожилая женщина, проживающая на Вечнозеленой Террасе.
- Мисс Олбрайт (Тресс Макнилл), «The Telltale Head», учительница воскресной школы.
- Саркастический Мужчина (Хэнк Азариа), «The Telltale Head», разнорабочий.
- Парень из Яичного комитета, «Homer the Great», человек в костюме яйца, представитель тайного Ордена Каменщиков в Яичном комитете.
- Небесный Койот (Джонни Кэш), «El Viaje Misterioso de Nuestro Jomer (The Mysterious Voyage of Homer)» — ангел-хранитель Гомера Симпсона, явившийся ему в его необычном сне в виде говорящего койота, и «Blazed and Confused» — В видении Мардж Симпсон (на 15 минуте, 26 секунде).
- Рейчел Джордан (Шон Колвин) — вокалистка христианской рок-группы, встречалась с Недом Фландерсом, после смерти его жены.

## Смерти
- Клэнси Бувье (отец Мардж) (до фактического начала сериала), упомянут в «Jazzy and the Pussycats» умер в возрасте 58 лет от рака лёгких.
- Снежинка I (до фактического начала сериала), упомянута в «Simpsons Roasting on an Open Fire», сбита машиной.
- Мерфи Кровавые Дёсны, «Round Springfield», (1945—1995). Умер в больнице от неизвестной болезни, возможно смертельной.
- Мод Фландерс Alone Again, Natura-Diddily", (1963—2000) насмерть разбилась, упав с последнего ряда трибуны.
- Снежинка II, «I, (Annoyed Grunt)-Bot», сбита машиной доктора Хиберта.
- Эмбер Пай Гоа Симпсон (?-2001) (лас-вегасская жена Гомера), «Jazzy and the Pussycats», умерла от передозировки.
- Фрэнк «Грайми» Граймс, (1962—1997) «Homer's Enemy», погиб в результате несчастного случая от удара электричеством.
- Доктор Марвин Монро, (1941—1995/2004) умер в 6 сезоне, а спустя пару лет, в 10 серии 15 сезона «Diatribe of a Mad Housewife» снова появился в сериале. Так же, в серии «Treehouse of Horror XXV» появился в виде призрака.
- Мона Симпсон, (1931—2008) «Mona Leaves-a» (мать Гомера) умерла от сердечного приступа. Позже её прах был развеян над Спрингфилдом.
- Жирный Тони, «Donnie Fatso», (1958—2010) остановка сердца, непосредственным виновником чего стал Гомер. В той же серии было показано, что место босса мафии занял его брат Стройный Тони. Фактически статус-кво был сохранён.
- Шери Боббинс (пародия на Мэри Поппинс) — эпизодический персонаж, в первый и в последний раз появляется в серии Simpsoncalifragilisticexpiala(Annoyed Grunt)cious, сбита пролетающим самолётом. Появлялась в финальной серии 29 сезона «Flanders’ Ladder» в виде призрака, желающего «отомстить самолётам».
- Раввин Крастовски (1939—2014) — отец Красти.
- Эдна Крабаппл (?—2013) — «умерла» по причине смерти актрисы Марсии Уоллес, которая озвучивала Эдну[3]. Крабаппл появлялась в виде призрака в эпизодах 1 «Monty Burns’ Fleeing Circus», «Moho House», а также «Todd, Todd, Why Hast Thou Forsaken Me?».
- Ларри Дэлримпл, «Cremains of the Day», (?—2024). Умер, выпивая у Мо. Был кремирован.

## Вымышленные персонажи
- Бендер, впервые был увиден в 26 сезоне 6 серии, Симпсорама.
- Мирна Беллами, на самом деле актриса Кармен Электра.
- Аляска Небраска, очень популярная подростковая певица (пародия на Ханну Монтану).